# San Juan el Aguaje
San Juan el Aguaje är en ort i Mexiko.   Den ligger i kommunen Huitiupán och delstaten Chiapas, i den sydöstra delen av landet, 700 km öster om huvudstaden Mexico City. San Juan el Aguaje ligger 136 meter över havet och antalet invånare är 125.
Terrängen runt San Juan el Aguaje är bergig åt nordväst, men åt sydost är den kuperad. San Juan el Aguaje ligger nere i en dal. Runt San Juan el Aguaje är det ganska tätbefolkat, med 70 invånare per kvadratkilometer. Närmaste större samhälle är Simojovel de Allende, 17,1 km söder om San Juan el Aguaje. I omgivningarna runt San Juan el Aguaje växer i huvudsak städsegrön lövskog.